# Gruppo Mediolanum
Mediolanum S.p.A. es una compañía de servicios financieros italiana con sede en Basiglio, cerca de Milán, fundada por Ennio Doris en 1982. En la actualidad Doris permanece como director ejecutivo y como el mayor accionista con alrededor del 40% de la compañía. El segundo mayor accionista con alrededor del 9,90% es Fininvest. Las actividades principales del Grupo Mediolanum son la banca, seguros de vida y fondos de inversión dirigidos principalmente a familias y clientes individuales. La firma opera en Italia con el nombre de Banca Mediolanum y también está presente en otros países de Europa, especialmente en España donde es propietario de Banco Mediolanum. La compañía cotiza en la bolsa italiana y pertenece al índice FTSE MIB.
El modelo de negocio se basa en la figura de un asesor financiero o gestor de patrimonios que dirige y gestiona una cartera de, en promedio, 200 clientes.
En 2023, su filial española, Banco Mediolanum, fue elegida por cuarto año consecutivo como el banco con mayor satisfacción global del cliente. La red de asesores financieros supera los 5.000 entre todos los países en los que opera.
Es el banco europeo que más dinero canaliza hacia otras gestoras de fondos de inversión.
Los activos bajo gestión y administración del grupo superaron, en 2022, los 100.000 millones por primera vez en su historia.